# 8ª edizione dei British Academy Video Game Awards
L'ottava edizione dei British Academy Video Games Awards, premiazione istituita dalla British Academy of Film and Television Arts, si è tenuta il 16 marzo 2012 all'Hotel Hilton di Londra ed è stata condotta da Dara Ó Briain.

## Vincitori e candidati

### Miglior gioco d'azione
- Batman: Arkham City  – Rocksteady Studios/Warner Bros. Interactive Entertainment

- Assassin's Creed: Revelations – Ubisoft Montreal/Ubisoft
- Call of Duty: Modern Warfare 3 – Infinity Ward and Sledgehammer Games/Activision
- Deus Ex: Human Revolution – Eidos Montréal/Square Enix
- Portal 2 – Valve Corporation/Valve Corporation
- Uncharted 3: L'inganno di Drake – Naughty Dog/Sony Computer Entertainment

### Miglior online
- Monstermind – Bossa Studios/Bossa Studios

- Gardens of Time – Playdom/Playdon
- I Am Playr – We R Interactive/Big Balls Productions
- Global Resistance – Insomniac Games/Insomniac Games
- Skylanders: Spyro’s Universe – Frima Studio/Activision
- The Sims Social – Playfish/Electronic Arts

### Miglior direzione artistica
- Rayman Origins  – Ubisoft

- Batman: Arkham City – Rocksteady Studios/Warner Bros. Interactive Entertainment
- L.A. Noire – Team Bondi/Rockstar Games
- LittleBigPlanet 2 – Media Molecule
- The Elder Scrolls V: Skyrim – Bethesda Game Studios
- Uncharted 3: L'inganno di Drake – Naughty Dog

### Miglior multiplayer online
- Battlefield 3  – EA DICE/Electronic Arts

- Assassin's Creed: Revelations – Ubisoft Montreal/Ubisoft
- Call of Duty: Modern Warfare 3 – Infinity Ward and Sledgehammer Games/Activision
- Dark Souls – FromSoftware/Namco Bandai Games
- Gears of War 3 – Epic Games/Microsoft Game Studios
- LittleBigPlanet 2 – Media Molecule/Sony Computer Entertainment Europe

### Miglior sonoro
- Battlefield 3  – EA DICE/Electronic Arts

- Batman: Arkham City – Rocksteady Studios/Warner Bros. Interactive Entertainment
- Call of Duty: Modern Warfare 3 – Infinity Ward and Sledgehammer Games/Activision
- Dead Space 2 – Visceral Games/Electronic Arts
- The Nightjar – Somethin' Else/Somethin' Else
- Uncharted 3: L'inganno di Drake – Naughty Dog/Sony Computer Entertainment

### Miglior colonna sonora originale
- L.A. Noire  – Andrew Hale, Simon Hale, Team Bondi/Rockstar Games

- Assassin's Creed: Revelations – Jesper Kyd, Lorne Balfe, Ubisoft Montreal/Ubisoft
- Batman: Arkham City – Nick Arundel, Ron Fish, Rocksteady Studios/Warner Bros. Interactive Entertainment
- Deus Ex: Human Revolution – Michael McCann, Eidos Montréal/Square Enix
- The Elder Scrolls V: Skyrim – Jeremy Soule, Bethesda Game Studios/Bethesda Softworks
- Uncharted 3: L'inganno di Drake – Greg Edmonson, Naughty Dog/Sony Computer Entertainment

### Gioco dell'anno
- Portal 2  – Valve Corporation/Valve Corporation

- Batman: Arkham City – Rocksteady Studios/Warner Bros. Interactive Entertainment
- FIFA 12 – EA Canada/EA Sports
- L.A. Noire – Team Bondi/Rockstar Games
- The Elder Scrolls V: Skyrim – Bethesda Game Studios/Bethesda Softworks
- The Legend of Zelda: Skyward Sword – Nintendo EAD/Nintendo

### Miglior performance
- Mark Hamill  – Batman: Arkham City

- Aaron Staton – L.A. Noire
- Nolan North – Uncharted 3: L'inganno di Drake
- Stephen Fry – LittleBigPlanet 2
- Stephen Merchant – Portal 2
- Togo Igawa – Total War: Shogun 2

### Miglior gioco di debutto
- Insanely Twisted Shadow Planet – Shadow Planet Productions/Microsoft Studios

- Bastion – Supergiant Games/Warner Bros. Interactive Entertainment
- Eufloria – Alex May, Rudolf Kremers, Brian Grainger, Omni Systems Limited/Headup Games
- L.A. Noire – Team Bondi/Rockstar Games
- Monstermind – Bossa Studios/Bossa Studios
- Rift – Trion Worlds/Trion Worlds

### Miglior gioco di sport o fitness
- Kinect Sports: Season Two – Rare and BigPark/Microsoft Studios

- Dance Central 2 – Harmonix/Microsoft Game Studios
- DiRT 3 – Codemasters/Codemasters
- F1 2011 – Codemasters/Codemasters
- FIFA 12 – EA Canada/EA Sports
- Your Shape Fitness Evolved 2012 – Ubisoft/Ubisoft

### Miglior design
- Portal 2  – Valve Corporation/Valve Corporation

- Batman: Arkham City – Rocksteady Studios/Warner Bros. Interactive Entertainment
- L.A. Noire – Team Bondi/Rockstar Games
- LittleBigPlanet 2 – Media Molecule/Sony Computer Entertainment Europe
- Super Mario 3D Land – Nintendo EAD Tokyo/Nintendo
- The Elder Scrolls V: Skyrim – Bethesda Game Studios/Bethesda Softworks

### Miglior storia
- Portal 2  – Erik Wolpaw, Jay Pinkerton, Chet Faliszek, Valve Corporation/Valve Corporation

- Batman: Arkham City – Paul Dini, Paul Crocker, Sefton Hill, Rocksteady Studios/Warner Bros. Interactive Entertainment
- Deus Ex: Human Revolution – Mary DeMarle, Eidos Montréal/Square Enix
- L.A. Noire – Brendan McNamara, Team Bondi/Rockstar Games
- The Elder Scrolls V: Skyrim – Emil Pagliarulo, Bethesda Game Studios/Bethesda Softworks
- Uncharted 3: L'inganno di Drake – Amy Hennig, Naughty Dog/Sony Computer Entertainment

### Miglior gioco per famiglie
- LittleBigPlanet 2  – Media Molecule/Sony Computer Entertainment Europe

- Dance Central 2 – Harmonix/Microsoft Game Studios
- Kinect Sports: Season Two – Rare and BigPark/Microsoft Studios
- Lego Pirati dei Caraibi: Il videogioco – Traveller's Tales/Disney Interactive Studios
- Lego Star Wars III: The Clone Wars – Traveller's Tales/LucasArts
- Mario Kart 7 – Nintendo EAD Group No. 1 and Retro Studios/Nintendo

### Miglior gioco di strategia
- Total War: Shogun 2  – Creative Assembly/SEGA

- Dark Souls – FromSoftware/Namco Bandai Games
- Deus Ex: Human Revolution – Eidos Montréal/Square Enix
- Football Manager 2012 – Sports Interactive/SEGA
- From Dust – Ubisoft Montpellier/Ubisoft
- Tom Clancy's Ghost Recon: Shadow Wars – Ubisoft Sofia/Ubisoft

### Miglior gioco innovativo
- LittleBigPlanet 2  – Media Molecule/Sony Computer Entertainment Europe

- Bastion – Supergiant Games/Warner Bros. Interactive Entertainment
- Child of Eden – Q Entertainment/Ubisoft
- From Dust – Ubisoft Montpellier/Ubisoft
- L.A. Noire – Team Bondi/Rockstar Games
- The Legend of Zelda: Skyward Sword – Nintendo EAD/Nintendo

### BAFTA Ones to Watch Award
- Tick Tock Toys – Swallowtail Games

- Joust – Digital Knights
- Dreamweaver – Evolved Ape

### Miglior gioco portatile o mobile
- Peggle HD  – PopCap Games

- Dead Space iOS – IronMonkey Studios/Electronic Arts
- Magnetic Billiards: Blueprint – Ste and John Pickford
- Quarrel – Denki/UTV Ignition Entertainment
- Super Mario 3D Land – Nintendo EAD Tokyo/Nintendo
- The Nightjar – Somethin' Else/Somethin' Else

### Game award
- Battlefield 3  – EA DICE/Electronic Arts

- Batman: Arkham City – Rocksteady Studios/Warner Bros. Interactive Entertainment
- Call of Duty: Modern Warfare 3 – Infinity Ward and Sledgehammer Games/Activision
- FIFA 12 – EA Canada/EA Sports
- L.A. Noire – Team Bondi/Rockstar Games
- The Legend of Zelda: Skyward Sword – Nintendo EAD/Nintendo
- Minecraft – Mojang/Mojang
- Portal 2 – Valve Corporation/Valve Corporation
- The Elder Scrolls V: Skyrim – Bethesda Game Studios/Bethesda Softworks
- Uncharted 3: L'inganno di Drake – Naughty Dog, Naughty Dog/Sony Computer Entertainment